# Wiktor Melnyk
Wiktor Wołodymyrowycz Melnyk, ukr. Віктор Володимирович Мельник (ur. 11 sierpnia 1980 w Kijowie) – ukraiński piłkarz, grający na pozycji pomocnika.

## Kariera piłkarska

### Kariera klubowa
Wychowanek DJuSSz Łokomotyw Kijów. W 1998 rozpoczął karierę piłkarską w klubie Metałurh Zaporoże, w której najpierw występował w drugiej drużynie. Wiosną 2004 bronił barw Spartaka Iwano-Frankowsk. Następnie grał w klubach Obołoń Kijów, Metalist Charków, Wołyń Łuck i Krywbas Krzywy Róg. W lipcu 2008 przeszedł do Czornomorca Odessa. Po spadnięciu klubu do Pierwszej Lihi w czerwcu 2010 klub zrezygnował z usług piłkarza. W lipcu 2010 ponownie podpisał kontrakt z klubem Wołyń Łuck. Na początku 2011 przeniósł się do białoruskiej Biełszyny Bobrujsk.